# Tom Platz
Tom Platz (Southern California, 26 giugno 1955) è un culturista statunitense noto soprattutto per lo sviluppo dei suoi arti inferiori (quadricipiti-ischiocrurali-polpacci), da molti ritenuti tra i migliori al mondo, è stato uno tra i più importanti culturisti dell'era dopo Schwarzenegger.

## Carriera
Durante la sua carriera ha vinto molte gare (tra cui un Mr. Universo) ma non è mai riuscito a vincere il Mr. Olympia (miglior piazzamento terzo nel 1981). 
Ritiratosi a causa di uno strappo al bicipite, ha continuato a lavorare nel settore del culturismo tenendo seminari in tutto il mondo e scrivendo libri sulle sue tecniche di allenamento.
Ha anche avuto piccoli ruoli in alcune produzioni cinematografiche.

## Palmarès
- 1987 Detroit Pro Invitational - IFBB, 6th
- 1986 Mr. Olympia - IFBB, 11th
- 1985 Mr. Olympia - IFBB, 7th
- 1984 Mr. Olympia - IFBB, 9th
- 1982 Mr. Olympia - IFBB, 6th
- 1981 Mr. Olympia - IFBB, 3rd
- 1980 World Pro Championships - IFBB, Mr. Universe
- 1980 Mr. Olympia - IFBB, 8th
- 1980 Night of Champions - IFBB, 12th
- 1979 Mr. Olympia - IFBB, 8th Place
- 1978 World Amateur Championships - IFBB Mr. Universe
- 1978 Mr. America - AAU, Short, 2nd
- 1977 Mr. Southeastern USA - AAU
- 1977 Mr. America - AAU, Short, 2nd
- 1976 Mr. America - AAU, Short, 3rd
- 1975 Mr. Michigan - AAU
- 1974 Junior & Senior State Powerlifting Championships - AAU, 220 Class Champ
- 1974 Teen Mr. America - AAU, 2nd
- 1973 Mr. Adonis - AAU
- 1973 Mr. Ironman - AAU

## Filmografia parziale
- I gemelli (Twins), regia di Ivan Reitman (1988)
- I ragazzi degli anni '50 (Book of Love), regia di Robert Shaye (1990)